# Delphinium chenii
Delphinium chenii är en ranunkelväxtart som beskrevs av Wen Tsai Wang. Delphinium chenii ingår i släktet storriddarsporrar, och familjen ranunkelväxter. Inga underarter finns listade i Catalogue of Life.